# GNU Unifont
GNU Unifont是一個由Roman Czyborra所製作的，自由且免費的點陣字型，涵蓋了Unicode中的基本多文種平面，使用了中型的點陣字型格式。见于大多數的自由操作系统及一些視窗系統中，如Linux、XFree86、X.Org Server，及一些嵌入式韌體，如RockBox。此字型以GNU通用公共许可证第二版或更新釋出，但加入了一個字型嵌入的例外條款（在文件中嵌入字型並不構成違反授權條款的條件）。
它在2013年10月成為了GNU軟體包。

## 狀態
Unicode的基本多文種平面涵蓋了216 = 65,536 個碼位，其中2048个是保留給特殊用途的代理對，6400个保留給私人用途，剩餘大約57,000個碼位可供分配。其中多數位置都已分配字形，而一些特殊的碼位没有。
截至2013年10月，GNU Unifont已經完整涵蓋了Unicode 6.3版定義的基本多文種平面。
平面中，中日韓統一表意文字大約有20,000個，字形取自文泉驿的Unibit字形（獲得授權）。

## .hex字型格式
GNU Unifont 的 .hex 格式定義了它的字形大小，寬度8或16像素，高度為16像素。多數西方字母的寬度定義為8像素，而其他語言的字母（特別是中日韓文字）通常是16像素。 
unifont.hex檔案的每一個字形都包含一行。每行都包含四位數的Unicode十六進位碼位，一個冒號及點陣字串。一個寬度為8像素的字母的位元串有32個十六進位的位數，而寬度為16像素的字母的位元串有64個十六進位的位數。
一個在位元字串中'1'的位元對應到一個'開'的像素。像素位元由上到下，由左到右儲存。
然後字型會轉換成BDF格式的檔案以在X Window系統上使用。

### 範例

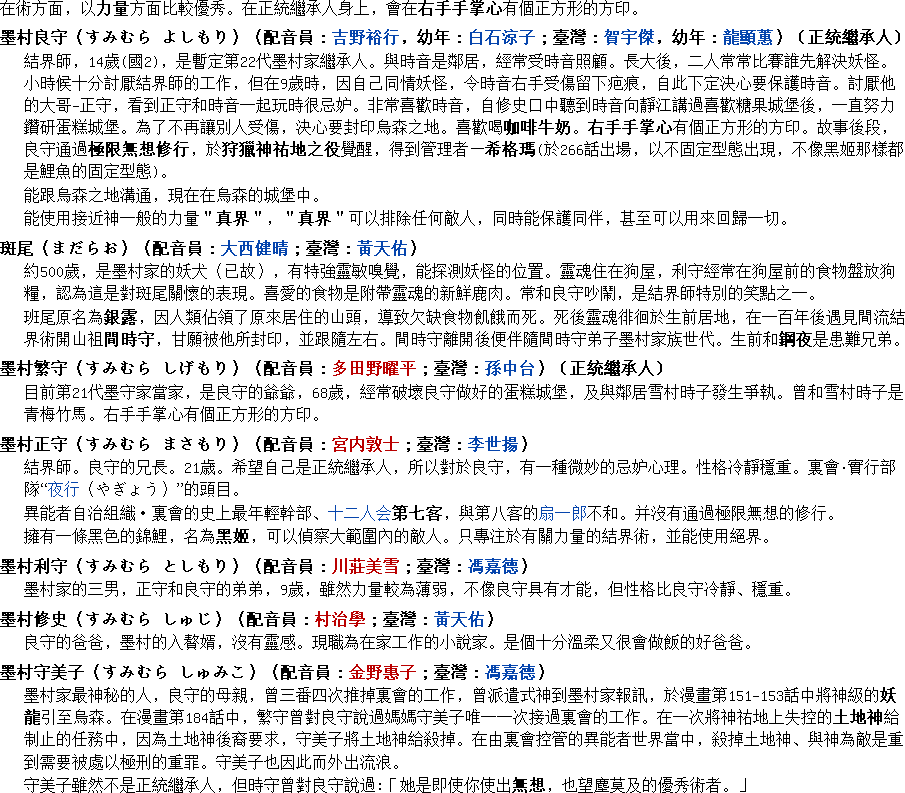
汉语与日语範例

這是包含了一個ASCII大寫'A'字形的範例。  
```
0041:0000000018242442427E424242420000

```

第一個數字是十六進位的Unicode碼位，範圍從0000到FFFF。十六進位的0041是十進位的65，也就是字母'A'的碼位。冒號分隔了點陣字的碼位。在這個範例中，字形是8像素寬，所以位元串有32個十六進位的位數。 
位元串以8個零開始，所以前4行是空的（每8位元是2個十六进制的數字，而寬度為8位元的字形則為每行8個位數）。位元串也以4個零結尾，所以最後兩行也是空的。因為如此，預設的字形會比基線低2行，大寫的字母高於基線10行。這是GNU Unifont的拉丁字母範例。
Perl的hexdraw指令稿按照上述的一行字形定義產生以下的輸出： 

| 0041: -------- -------- -------- -------- ---##--- --#--#-- --#--#-- -#----#- -#----#- -######- -#----#- -#----#- -#----#- -#----#- -------- -------- |

這可以在文本编辑器中編輯，再使用同樣的工具轉換回十六進位的字串。其目標是創造一個中間格式以方便加入新字形。

## 向量
Luis Alejandro Gonzalez Miranda寫了指令稿以進行向量化及使用FontForge轉換BDF格式（unifont.bdf）至TrueType格式。Paul Hardy調整了這些指令稿以處理最新的TrueType版本的組合字母，像是重音符號等。

## 歷史
Roman Czyborra在1998年創造了Unifont格式，更早期的可以追溯至1994年。
2008年，Luis Alejandro González Miranda寫了把這個字型轉換成TrueType字型的程式。Paul Hardy后来修改它以支援在新版TrueType中的組合字母。
最後，理查德·斯托曼在2013年10月接受Unifont成為一個GNU軟體包。Paul Hardy是它的維護者。

## 外部連結
- GNU專案檔案庫 （页面存档备份，存于）
- 在Unifoundry.com上的GNU Unifont頁面（页面存档备份，存于）